# Positive K
Дэ́ррил Ги́бсон (Darryl Gibson) — американский рэпер из Бронкса (район Нью-Йорка), выступающий под псевдонимом Positive K (иногда используется стилизованное написание +K). Наиболее известен песней «I’m Not Havin’ It» (1989), записанной в дуэте с MC Lyte, и собственным хитом «I Got a Man» (1992).

## Биография
Дэррил Гибсон родился в 1967 году в Бронксе. Его музыкальная карьера под сценическим именем Positive K началась в 1986 году с появления трека «Getting Paid» на сборнике Fast Money, который был выпущен на небольшом независимом лейбле Star Maker, вскоре прекратившем существование. Позднее рэпер вошёл в число исполнителей звукозаписывающей компании First Priority Music. Успех принёс ему сингл «I Got a Man», вышедший в 1992 году и занявший 14-е место в американском хит-параде Hot 100. Дебютный альбом The Skills Dat Pay da Bills был выпущен в том же году на лейбле 4th & Broadway (подразделение Island Records). На пластинке были затронуты гангстерские темы и идеология Нации ислама. Другими синглами с этого альбома были «Nightshift», спродюсированный Big Daddy Kane, «Ain’t No Crime» (оба вошли в рэп-чарт журнала Billboard), а также «Carhoppers». Гибсон основал лейбл Creative Control Records, на котором выпускал свою музыку.

## Дискография
- The Skills Dat Pay da Bills (1992)
- Back to the Oldschool (2008)